# Sierramadresparv
Sierramadresparv (Xenospiza baileyi) är en starkt utrotningshotad fågel i familjen amerikanska sparvar. Arten är endemisk för Mexiko.

## Kännetecken

### Utseende
Sierramadresparven är en 12 cm lång medlem av familjen i rostbrunt, grått och vitt med mycket korta vingar. Ovansidan är svartstreckat rostbrun, gråare på nacken, med mörkbruna vingar och rostkantad stjärt. Mitt på hjässan är den gråstreckad, med brunsvarta längsgående hjässband nedanför. Vidare syns svartaktiga ögon-, mustasch- och strupsidstreck. Undersidan är kraftigt svartstreckat vitaktig. Näbben är grå och benen skära. Liknande sångsparven är större och mindre roströd, med längre och rundad stjärtad.

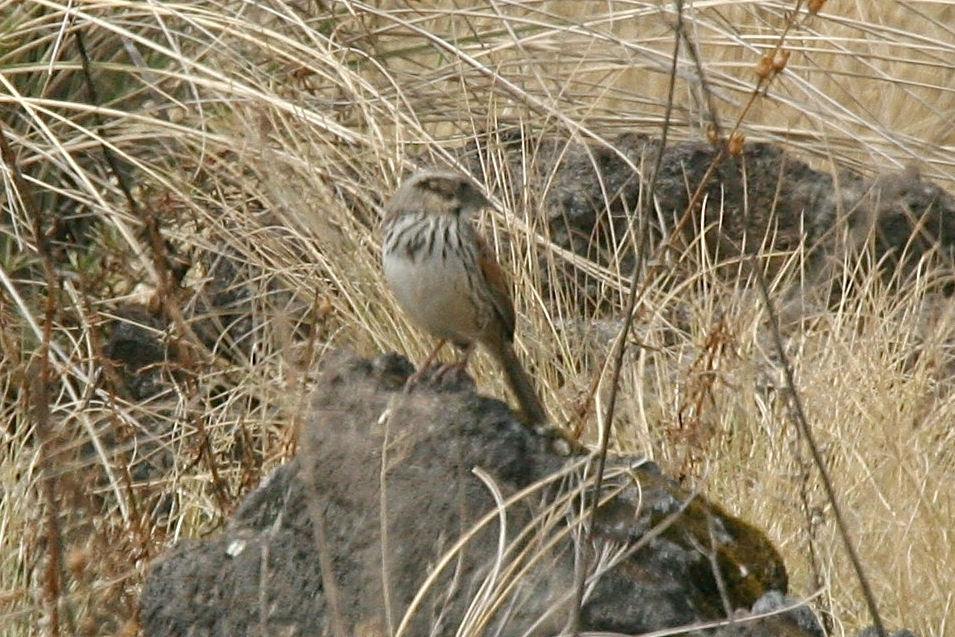

### Läten
Sången består av en varierad serie med vanligen sju till tolv tjippande toner. Locklätena som beskrivs som nasala "nyew" eller tunna "sii" är mycket lika sångsparvens (Melospiza melodia).

## Utbredning och systematik
Sierramadresparv placeras som enda art i släktet Xenospiza, men är mycket nära släkt med Melospiza. Den förekommer endast lokalt i bergsskogar i centrala Mexiko på mellan 2400 och 3050 meters höjd, mer specifikt i två områden åtskilda av mer än 800 km, dels nära Mexico City (La Cima och Milpa Alta i Distrito Federal), dels i Sierra Madre Occidental i Durango (Ejido Ojo de Agua El Cazador), den senare populationen återupptäckt så sent som 2004.

### Familjetillhörighet
Tidigare fördes de amerikanska sparvarna till familjen fältsparvar (Emberizidae) som omfattar liknande arter i Eurasien och Afrika. Flera genetiska studier visar dock att de utgör en distinkt grupp som sannolikt står närmare skogssångare (Parulidae), trupialer (Icteridae) och flera artfattiga familjer endemiska för Karibien.

## Status och hot
Sierramadresparven har ett mycket litet utbredningsområde, tros minska i antal och har en världspopulation på endast 1 300–10 000 vuxna individer. Fågeln är därför upptagen på internationella naturvårdsunionen IUCN:s röda lista över hotade arter, kategoriserad som starkt hotad (EN).
De senaste tio åren har sierramadresparvens levnadsmiljö minskat med över 50 % i områden där stora merparten av världspopulationen finns. Dessutom har arten försvunnit från tre av fyra traditionella lokaler i norr. Risken anses stor att den kan försvinna från ytterligare områden.

## Taxonomi och namn
Sierramadresparven beskrevs taxonomiskt som art först 1933, av Outram Bangs. Fågelns vetenskapliga artnamn hedrar den amerikanske ornitologen Alfred Marshall Bailey (1894-1978). Släktesnamnet Xenospiza betyder "främmande fink", av grekiska xenos för "främmande" och spiza, en fink som de flesta anser syftar på bofinken.